# Chiesa di Santa Barbara (Torino)
La chiesa di Santa Barbara Vergine e Martire è un luogo di culto cattolico di Torino, sito nel Centro storico della città, in via Assarotti angolo via Bertola, non distante da Via Cernaia e da Piazza XVIII Dicembre.

## Storia
La chiesa venne edificata all'interno della vecchia cittadella di Torino già nel XVI secolo; tuttavia, durante i lavori per lo smantellamento della fortezza, a metà Ottocento, la chiesa venne demolita e ricostruita tra il 1867 e il 1869. I lavori vennero diretti da Pietro Carrera, che progettò un edificio in stile neogotico a tre navate.
Sita non lontano da Collegio Artigianelli, qui vennero organizzati i funerali di San Leonardo Murialdo che in S. Barbara celebrò Messa per oltre un ventennio; la chiesa ospitò le spoglie del santo, tumulate nella navata sinistra, vicino alla sacrestia, fino al 1971, quando vennero traslate nella chiesa della Salute di Torino. Nella chiesa è ancora visibile il monumento funebre del santo, eretto nel 1926 su progetto di Anacleto Barbieri.
Lo scultore Luigi Gerosa eseguì un altare di gusto neorococò con angeli e nubi berniniane, con le statue di Sant'Alfonso de' Liguori e di San Paolo della Croce e un bassorilievo con San Giuseppe e il Bambino.
In questa chiesa, il 19 febbraio 1884, venne battezzato il poeta Guido Gozzano.

## Collegamenti
- M1 È raggiungibile dalla fermata XVIII Dicembre della metropolitana di Torino.